# Kayla Barron
Kayla Jane Barron, geborene Sax, (* 19. September 1987 in Pocatello, Idaho) ist eine US-amerikanische Offizierin der U-Boot-Kriegsführung und Astronautin der NASA.

## Frühe Jahre und Ausbildung
Barron kam am 19. September 1987 als Tochter von Lauri und Scott Sax in Pocatello im US-Bundesstaat Idaho zur Welt. Später zog die Familie nach Richland, Washington, wo Barron die Richland High School besuchte. Nach ihrem Schulabschluss im Jahr 2006 studierte sie an der United States Naval Academy in Annapolis, Maryland. Während ihres Studiums war sie Mitglied der Offiziersanwärter-Langstrecken- und Leichtathletikmannschaften. Im Jahr 2010 beendete sie ihr Studium mit einem Bachelor in Systemtechnik. Anschließend absolvierte sie im Rahmen eines Gates Scholarship einen Master in Kerntechnik am Peterhouse der University of Cambridge.

## Militär- und Raumfahrtkarriere
Im Anschluss an ihr Studium durchlief Barron das Nuklear- und U-Boot-Offiziersausbildungsprogramm der US-Marine und wurde zu einem der ersten weiblichen Offiziere der U-Boot-Kriegsführung. Während ihres Dienstes auf der USS Maine absolvierte sie drei Patrouillen als Divisionsoffizierin. Nach ihrem U-Boot-Einsatz war Barron Adjutantin des Superintendenten an der Naval Academy.
Am 7. Juni 2017 wurde Barron in die NASA-Gruppe 22 gewählt, um das zweijährige Astronautenanwärter-Trainingsprogramm am Lyndon B. Johnson Space Center in Houston, Texas, als Mitglied der NASA-Astronautenklasse 2017 zu absolvieren. Sie schloss die Ausbildung erfolgreich ab. Im Dezember 2020 wurde sie als Kandidatin für Mondflüge im Rahmen des Artemis-Programms nominiert. Im Mai 2021 wurde sie für die Mission SpaceX Crew-3 ausgewählt. Am 11. November 2021 startete sie zur ISS, die Landung erfolgte am 6. Mai 2022.

## Persönliches
Kayla Barron ist mit Tom Barron, Offizier des U.S. Army-Spezialkräfte-Kommandos, verheiratet. Sie wandert, läuft und liest gerne.